# Піки (гра)
Піки — американська карткова гра. З'явилася в 1930-х роках.

## Хід гри

### Початок гри
Для гри потрібна колода в 52 карти, ручка і лист паперу для запису результатів. Грають в піки парами, союзники сідають навпроти. Таким чином, якщо місця позначати по сторонах світу, то Північ-Південь грають проти Сходу-Заходу. Жеребом вибирається перший здає, в наступних здачах здає сидить зліва від попереднього здає. Здає перетасовує колоду, дає зняти противнику справа і, починаючи з супротивника зліва, роздає по одній карті. Всього гравці отримують по 13 карт.

### Оголошення контракту
Після роздачі починається другий етап гри — оголошення контракту. Першим починає гравець, що сидить зліва від того, хто здає. Він називає кількість взяток від 1 до 13, на які претендують його карти без допомоги карт партнера. Також можна оголосити нуль, якщо гравець вважає, що його карти не візьмуть жодної взятки. У деяких компаніях можна оголосити нуль втемну, не дивлячись на карти. Після оголошення першого гравця черга переходить до гравця зліва. Якщо один гравець оголосив нуль, то його партнер не має права замовляти нуль. Також за домовленістю на цьому етапі гравець команди, що відстає на 100 і більше очок, може помінятися двома картами з партнером.

### Розіграш
Після того, як партнери оголосили кількість взяток, починається розіграш. Першим ходить гравець, що сидить праворуч від того, хто здає. Він викладає на стіл одну карту. Далі всі гравці по черзі кладуть свої карти. Скидати по масті обов'язково, якщо карти такої масті немає, можна класти будь-яку карту. Козирною мастю в грі завжди є піки, саме з цієї причини гра отримала свою назву. Старшинство традиційне: 2, 3, 4, 5, 6, 7, 8, 9, 10, Валет, Дама, Король, Туз. Взятку бере той, хто:
- Виклав старшу карту масті ходу
- Поклав козиря (при декількох козирях у взятці виграє власник старшого козиря)
- Пішов з козиря і отримав у відповідь карти звичайних мастей

Метою розіграшу є взяття парою замовленого числа взяток і за можливості зрив контракту суперників. При цьому важливо взяте в сумі число взяток. Наприклад: Північ замовив 3, а Південь 5. Контракт вважається виграним, якщо Північ і Південь візьмуть разом 8 взяток, розподіл взяток між партнерами не грає ролі.

### Підрахунок очок
Після закінчення здачі підраховуються очки. Контракт виграний, якщо:
- Партнери разом взяли стільки взяток, скільки замовили (можна брати більше взяток, але це небажано)
- Той з партнерів, хто замовив нуль, не взяв жодної взятки.

Очки за нуль і за замовлені партнером взятки рахують окремо (якщо провалено нуль, то може бути виграно контракт на взятці і навпаки), очки за контракти підсумовуються. При цьому, якщо той, хто замовить нуль, візьме взятку, то він вважається в контракті на взятці (наприклад, Північ замовив 0, а південь 8. Якщо Північ візьме 1, а Південь 7, то нуль вважається проваленим, а контракт півдня на 8 взяток виконаним). При замовленні взяток обома партнерами враховується тільки сума взяток (як замовлених, так і взятих). Розподіл їх не важливо. За виграний контракт партнери отримають очок (а за програний стільки ж втрачають):
- Нуль — 100 очок,
- Нуль втемну — 200 очок,
- Контракт на взятці — 10 кількість замовлених взяток.

При виграші зайвих взяток партнери отримують 1 очко за кожну зайву взятку, але після виграшу десятої (двадцятої, тридцятої тощо) зайвої взятки, партнери втрачають 100 очок. Кількість зайвих взяток («мішків піску») видно по останній цифрі рахунку. Якщо замовлено 8, а взято 9, то до рахунку додадуть 81 очко. Якщо до цього було наприклад 99 очок, то партнерів штрафують (десятий мішок піску).

### Закінчення гри
Якщо після здачі в однієї з пар число очок перевищило 500 або опустилося нижче -200, то сторона з більшою кількістю очок виграє. У разі рівного розподілу грають ще здачу. Також можна грати до будь-якого іншого розумного кількості очок, наприклад до тисячі.

## Інтернет-піки
У Windows є додаток Інтернет-Піки, що дозволяє грати в піки по інтернету з іншими людьми.